# Ivan Tropan
Ivan Tropan est un joueur croate de volley-ball né le 15 septembre 1989 à Dubrovnik (alors en RFS de Yougoslavie). Il mesure 1,88 m et joue réceptionneur-attaquant.

## Clubs
| Club                   | De        | À         |
| ---------------------- | --------- | --------- |
| OK Dubrovnik           |           | 2006-2007 |
| Mladost Zagreb         | 2007-2008 | 2008-2009 |
| Cambrai CVEC           | 2009-2010 | 2009-2010 |
| Mladost Marina Kastela | 2010-2011 | 2010-2011 |
| Mladost Zagreb         | 2011-2012 | 2011-2012 |
| Cambrai CVEC           | 2012-2013 | …         |

## Palmarès
- Championnat de Croatie (1)
  - Vainqueur : 2008
  - Finaliste : 2009, 2011
- Coupe de Croatie (2)
  - Vainqueur : 2008, 2009
  - Finaliste : 2011